# Acrobeloides buetschlii
Acrobeloides buetschlii är en rundmaskart. Acrobeloides buetschlii ingår i släktet Acrobeloides och familjen Cephalobidae. Arten är reproducerande i Sverige. Inga underarter finns listade i Catalogue of Life.